# Spaanse legislatuur IX
De Spaanse legislatuur IX is in de Spaanse politiek de periode die duurt van 1 april 2008, als na de parlementsverkiezingen van 2008 de Cortes Generales in een nieuwe samenstelling worden geïnstalleerd, tot 13 december 2011, als na de verkiezingen van 2011 een nieuwe samenstelling van de Cortes in wordt gehuldigd. De premier van Spanje tijdens deze periode was José Luis Rodríguez Zapatero, en zijn partij, de PSOE (socialistische arbeiderspartij), was de grootste in het Congres van Afgevaardigden (het Spaanse lagerhuis), hoewel ze niet over de meerderheid beschikte.
De belangrijkste uitdaging die de regering van Zapatero tijdens deze legislatuur aan moest gaan, was het bestrijden van de economische crisis die in de zomer van 2007 was ontstaan. Nagenoeg alle beslissingen van zijn regering moeten in het licht van deze crisis worden gezien. Desalniettemin is een veel gehoord kritiekpunt op Zapatero's beleid het late en zwakke optreden tegen de gevolgen van de crisis.

## Machtsverhoudingen

### Cortes Generales
Naar aanleiding van de uitslag van de parlementsverkiezingen op 9 maart 2008 en de daarop volgende formatie van fracties, hadden de Cortes Generales de volgende zetelverdeling gedurende de legislatuur:
| Congres |             |                |         |                   |                             |                    |
| Fractie | Fractie     | Zetels fractie | Partij  | Zetels            | Woordvoerder                | Partijleider       |
|         | Socialisten | 169            | PSOE    | 169               | José Antonio Alonso         | Luis Zapatero      |
|         | Populares   | 153            | PP      | 153               | Soraya Sáenz de Santamaría  | Mariano Rajoy      |
|         | Catalanen   | 10             | CiU     | 10                | Josep Antoni Duran i Lleida | Artur Mas          |
|         | Basken      | 6              | EAJ-PNV | 6                 | Josu Erkoreka               | Iñigo Urkullu      |
|         | ERC-IU-ICV  | 5              | ERC     | 3                 | Joan Ridao                  | Joan Ridao         |
| IU      | ERC-IU-ICV  | 5              | 1       | Gaspar Llamazares | Joan Ridao                  |                    |
| ICV     | ERC-IU-ICV  | 5              | 1       | Joan Herrera      | Joan Ridao                  |                    |
|         | Grupo mixto | 7              | BNG     | 2                 | Francisco Jorquera          | Francisco Jorquera |
| CC      | Grupo mixto | 7              | 2       | Ana Oramas        | José Torres Stinga          |                    |
| NaBai   | Grupo mixto | 7              | 1       | Uxue Barcos       |                             |                    |
| UPyD    | Grupo mixto | 7              | 1       | Rosa Díez         | Rosa Díez                   |                    |
| UPN     | Grupo mixto | 7              | 1       | Carlos Salvador   | Yolanda Barcina             |                    |

| Senaat        |                            |        |         |        |                     |
| Fractie       | Fractie                    | Zetels | Partij  | Zetels | Woordvoerder        |
|               | Populares                  | 124    | PP      | 124    | Pío García-Escudero |
|               | Socialisten                | 105    | PSOE    | 105    | Carmela Silva       |
|               | Entesa catalana de progrès | 16     | PSC     | 10     | Ramón Aleu          |
| ERC           | Entesa catalana de progrès | 16     | 4       |        | Ramón Aleu          |
| ICV-EUiA      | Entesa catalana de progrès | 16     | 2       |        | Ramón Aleu          |
|               | Catalanen (CiU)            | 7      | CDC     | 6      | Jordi Vilajoana     |
| UDC           | Catalanen (CiU)            | 7      | 1       |        | Jordi Vilajoana     |
|               | Basken                     | 6      | EAJ-PNV | 6      | Joseba Zubia        |
|               | Grupo mixto                | 8      | CC      | 2      | Roulerend           |
| BNG           | Grupo mixto                | 8      | 1       |        | Roulerend           |
| PSM           | Grupo mixto                | 8      | 1       |        | Roulerend           |
| PAR           | Grupo mixto                | 8      | 1       |        | Roulerend           |
| Onafhankelijk | Grupo mixto                | 8      | 3       |        | Roulerend           |

### Ministerraad
Twee maal herziet Zapatero de samenstelling van zijn ministerraad. De eerste keer in oktober 2010 om de kelderende populariteit van zijn regering te redden. María Teresa Fernández de la Vega verlaat de regering en krijgt een functie aangeboden in de staatsraad. Haar plaats wordt ingenomen door Alfredo Pérez Rubalcaba. De tweede grote wijziging vindt plaats in de zomer van 2011, als Rubalcaba zich kandidaat stelt als lijsttrekker van de PSOE voor de verkiezingen van november 2011, om de handen vrij te hebben in de verkiezingscampagne.

## Verloop

### Voorafgaand
De negende legislatuur is in feite een voortzetting van de regeerperiode van José Luis Rodríguez Zapatero die met de achtste legislatuur begonnen is. Wel is er een duidelijke breuk tussen beide regeerperiodes, aangezien een paar maanden na aanvang van de negende legislatuur de economische crisis in alle hevigheid losbarstte en de politiek tijdens de gehele periode heeft bepaald.

### Verkiezingen van 2008
Inzet van de parlementsverkiezingen in 2008 was de herverkiezing van José Luis Rodríguez Zapatero. Zijn belangrijkste opponent was Mariano Rajoy Brey van de Partido Popular (PP), die het vier jaar eerder ook tegen Zapatero op had genomen. De socialistische arbeiderspartij PSOE van Zapatero behaalde 43,64% van de stemmen en won daarmee de verkiezingen, tegenover 40,11% voor de PP.

### Inauguratie Cortes Generales en regering
Op 1 april 2008 komen de Cortes Generales voor het eerst in de nieuwe samenstelling bijeen en luiden de negende legislatuur in. Op 11 april verkiezen zij Zapatero tot Presidente del Gobierno, oftewel premier.

### 2008
- April: een week na zijn tweede benoeming als premier brengt Zapatero zijn eerste anticrisis plan uit. Dit plan combineert een verlaging van verschillende belastingen met andere economische maatregelen. Belangrijkste maatregelen zijn de 400 euro korting op de belastingen voor alle Spanjaarden en de afschaffing van de erfbelasting.

- November: Spanje woont als genodigde de top van de G20 bij.

- Andere gebeurtenissen: na het verbreken van het staakt-het-vuren in 2006 slaat de Baskische afscheidingsbeweging ETA meerdere keren toe in 2008. In november wordt de militaire bevelvoerder van de beweging, Txeroki, opgepakt.

### 2009
- Januari: tweede vice-premier Elena Salgado kondigt het omvangrijkste anti-crisis plan van de tweede regering Zapatero af, het Plan E. In eerste instantie wordt er 50 miljard geïnvesteerd in sectoren die hard getroffen zijn door de crisis, waar later nog 5 miljard bij komen. Ter versteviging van de bouwsector en de economie in het algemeen gaat veel van dit geld naar infrastructurele projecten. Ondanks deze investeringen komt Spanje drie weken later, op 28 januari, officieel in een recessie terecht.

- Maart: de crisis blijft de regering bezighouden. De regering moet in maart voor het eerst staatssteun verlenen aan een bank, de Caja Castilla-La Mancha. Ook zijn er in maart regionale verkiezingen in Galicië en het Baskenland, die een eerste graadmeter zijn voor de tweede regering van Zapatero. In het Baskenland weet een coalitie van PSOE en PP voor het eerst sinds de invoering van de democratie in 1978 de macht te ontnemen aan de Baskische nationalisten van PNV, en wordt Patxi López de nieuwe Lehendakari (president van het Baskenland). In Galicië wint de PP overtuigend, wat wordt gezien als voorbode van het einde van de regering van de PSOE op nationaal niveau.

- Juni: op initiatief van de regering wordt het FROB opgezet, een fonds dat opgedragen wordt de bankensector te herstructureren om systematische financiële instabiliteit af te wenden.

- Juli: er wordt een nieuw financieringsmodel voor de autonome gemeenschappen goedgekeurd. Zij krijgen 11 miljard euro extra te besteden. In dezelfde maand vermoordt de ETA twee politie-agenten op Majorca. In oktober wordt de immigratiewetgeving aangescherpt. De voorwaarden voor gezinshereniging worden strenger gemaakt, en illegalen mogen langer vast worden gehouden: 60 dagen.

### 2010
- In de eerste helft van 2010 is Spanje voorzitter van de EU.

- Februari: invoering van een nieuwe abortuswet. Abortus is niet langer getolereerd, maar wordt een recht van de vrouw. De zwangerschap kan voortaan in de eerste 14 weken af worden gebroken zonder dat de vrouw zich hoeft te rechtvaardigen. Vanaf april worden straffen voor seksuele misdrijven zwaarder. Corruptie en verkeersovertredingen worden vanaf dan zwaarder bestraft.

- Mei: Zapatero moet de grootste bezuinigingen op de verzorgingsstaat doorvoeren sinds het einde van het Franco regime, om het begrotingstekort terug te dringen. De salarissen van ambtenaren gaan omlaag, de Cheque-bebé wordt afgeschaft en de pensioenen bevroren.

- Juni: in de transportsector breekt een staking tegen de hoge brandsstofprijzen uit die al gauw gesteund wordt door de visserij. De staking wordt beëindigt als de regering komt met een pakket van 54 steunmaatregelen aan de sector.

- Juli: de regering hervormt de spaarbanken (de cajas de ahorro).

- September: hervorming van de arbeidsmarkt. Een van de meest omstreden maatregelen is de versoepeling van het ontslagrecht. Deze hervorming wordt enkele weken later gevolgd door een algemene staking, de eerste waar Zapatero mee geconfronteerd wordt, op 29 september. Op 5 september kondigt ETA aan alle gewapende aanvalsacties te zullen stoppen.

- Oktober: omdat de regering steeds verder wegzakt in populariteitsmetingen, verandert Zapatero de samenstelling van zijn kabinet. Desalniettemin verslaan de conservatieven van CiU in Catalonië de socialisten tijdens regionale verkiezing op 28 november.

- December: voor het eerst sinds 1975 wordt de Estado de Alarma, een lichte vorm van de noodtoestand uitgeroepen als luchtverkeersleiders in het hele land het werk neerleggen. Militairen nemen hun werk over in de controletorens van civiele vliegvelden.

### 2011
- Januari: ETA gaat nog een stap verder en kondigt een 'permanent, algemeen en verifieerbaar' staakt-het-vuren af.

- April: Zapatero kondigt aan zich niet kandidaat te stellen voor herverkiezing.

- Mei: stond voor het grootste gedeelte in teken van de lokale verkiezing op 22 mei en gebeurtenissen daaromtrent.
  - Het hooggerechtshof verbiedt de links nationalische Baskische partij Bildu deel te nemen aan de verkiezingen. Vier dagen later herroept het constitutionneel hof die beslissing. De partij haalt enorm veel stemmen binnen in het Baskenland en wordt er de tweede politieke macht. De PP is nationaal gezien de grote winnaar van de verkiezingen en behaalt in alle autonome gemeenschappen, op twee na, de meerderheid.
  - Een week voor deze verkiezingen krijg Zapatero te maken met de grootste Spaanse straatprotesten sinds de herinvoering van de democratie, een beweging genaamd 15-M naar de datum (15 mei) waarop de betogingen begonnen. Die dag gingen duizenden Spanjaarden de straat op om politieke, sociale en economische veranderdingen te krijgen. De protesten houden aan en de politiek weet niet goed hier mee om te gaan.

- Juli:
  - de tweede man van de regering Zapatero, Alfredo Pérez Rubalcaba, wordt door de PSOE aangewezen als kandidaat voor die partij voor de aankomende parlementsverkiezingen. Hierop verandert Zapatero voor de tweede keer de samenstelling van zijn kabinet, zodat Rubalcaba de handen vrij heeft om campagne te kunnen gaan voeren. Later die maand, op de 29e, kondigt Zapatero bovendien aan de verkiezingen naar voren te halen. Deze zullen nu georganiseerd worden in november 2011 in plaats van mei 2012.
  - Op economisch vlak moet de regering hard doorwerken. Een belangrijke maatregel tegen de economische crisis is de hervorming van de pensioenen in juli. De algemene pensioenleeftijd wordt opgetrokken naar 67 jaar, en voor het pensioneren op 65 jaar worden strenge criteria opgesteld. De Europese staatsschuldencrisis is dan inmiddels in alle hevigheid losgebarsten. Om het vertrouwen van de financiële markten in Spanje te herstellen wordt in de grondwet een plafond opgenomen voor het tekort in de staatsbegroting.

- Oktober: op 20 oktober, een maand voor de verkiezingen, kondigt de ETA een definitief einde aan van alle activiteit.

## Belangrijke thema's

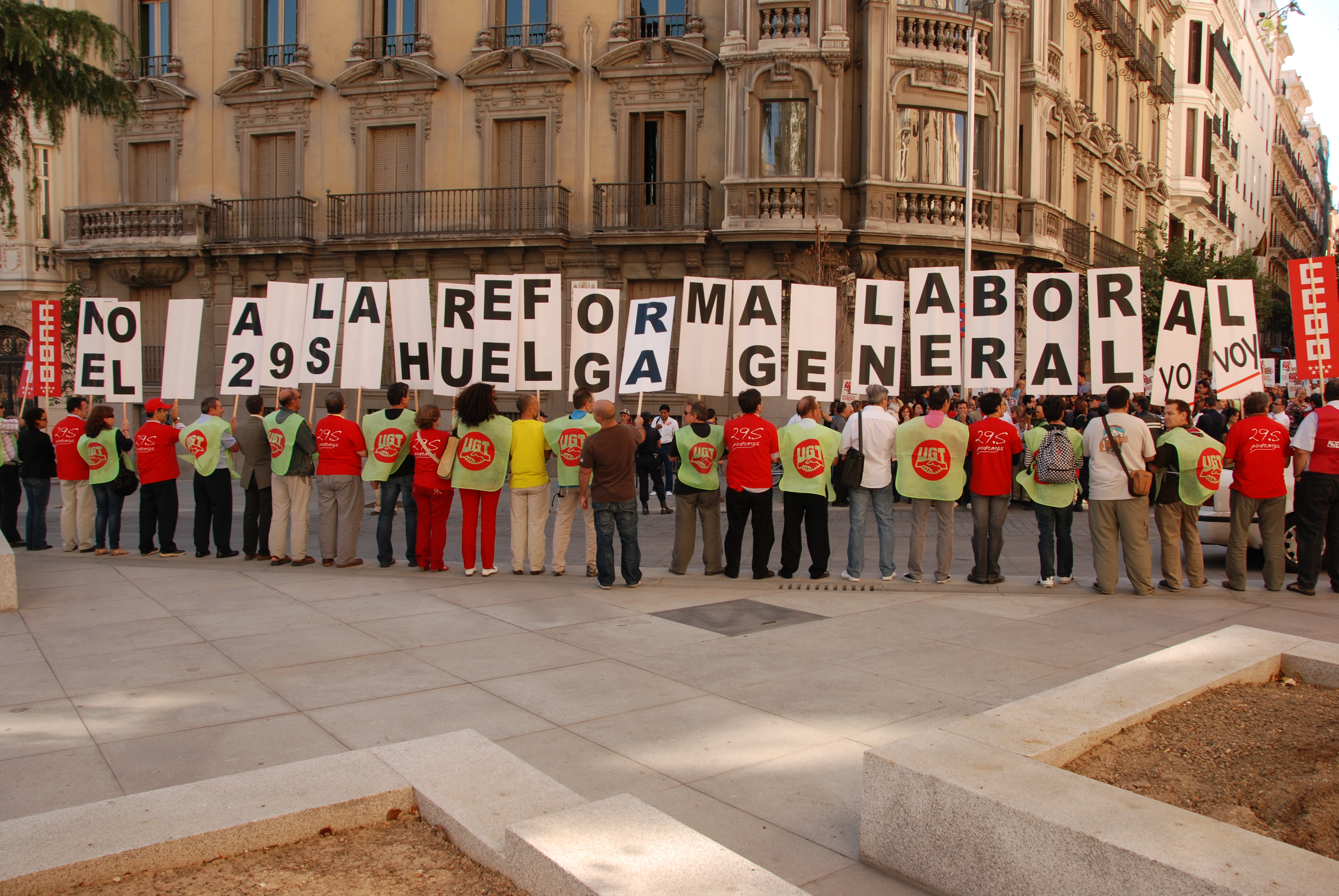
Acties tijdens de algemene staking op 29 september 2010 in Madrid

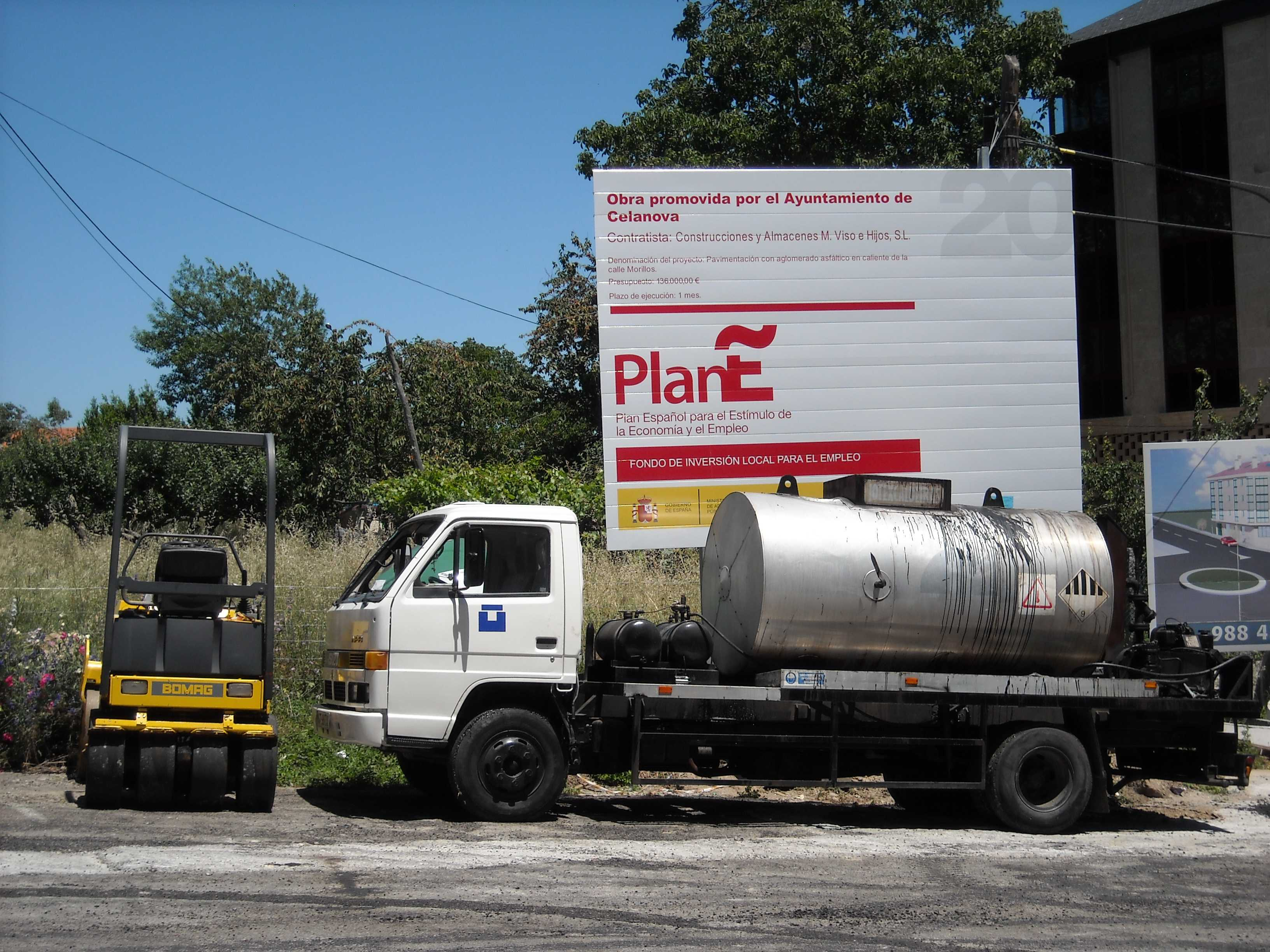
Werkzaamheden gefinancierd in het kader van Plan E

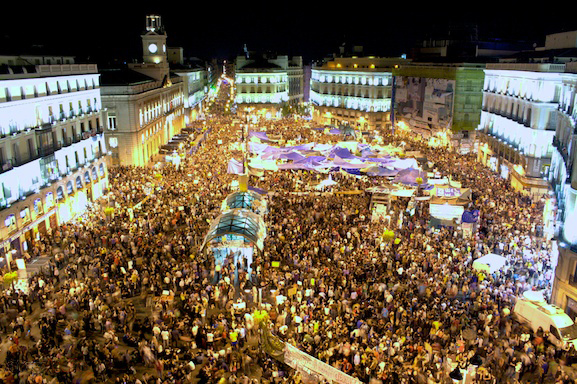
Protesten van de 15-M beweging op Puerta del Sol in Madrid

### Economie
De tweede ambstermijn van Zapatero is volledig bepaald door de economische crisis, die in Spanje aanvankelijk begint als onroerend goedcrisis. Al in april 2008, vrij kort na de verkiezingen, kondigt minister van economie en financiën Pedro Solbes de eerste maatregelen aan: belastingvoordelen voor werknemers zodat die meer koopkracht krijgen. In dezelfde maand moet de groeiverwachting van de economie bijgesteld worden van 3,1% naar 2,4%, nog een stuk hoger dan het uiteindelijke cijfer van 1,1%. In de tweede helft van 2008 krimpt de economie zelfs en in januari 2009 komt het land officieel in een recessie terecht.
Gedurende de gehele legislatuur ziet Zapatero zich gedwongen vele maatregelen tegen de crisis te nemen. Er wordt flink bezuinigd. In juni 2010 kondigt hij aan dat de salarissen van ambtenaren met 5% omlaag zouden gaan en het jaar daarop bevroren zouden worden, en dat zo'n 30% van de vacante posten niet meer opgevuld worden. Ook worden de vliegvelden (AENA), de havens en de spoorwegen (renfe) gedeeltelijk geprivatiseerd of overgedragen aan regionale overheden. Een andere maatregel om het begrotingstekort terug te dringen, is het vastleggen in de grondwet van een maximaal begrotingstekort. De regering ziet zich ook gedwongen flink te snijden in de verzorgingsstaat.
De arbeidsmarkt gaat op de schop in een hervorming die in september 2010 in wordt gevoerd. Belangrijkste elementen van deze hervorming zijn het bevorderen van vaste arbeidsovereenkomsten ten opzichte van tijdelijke, versoepeling van het ontslagrecht in het geval van economisch ontslag of absentisme, en het oprichten van een fonds voor ontslagvergoedingen. De hervormingen stuiten op veel weerstand onder de bevolking en op 29 september vindt er een algemene staking plaats.
De bankensector is een groot probleem. Al in maart 2009 moet steun worden verleend aan de Caja Castilla-La Mancha. In 2010 worden de spaarbanken hervormd. Het probleem met de banken blijft voortbestaan en zou ook in de tiende Legislatuur de regering van Mariano Rajoy, de opvolger van Zapatero, de nodige hoofdbrekens bezorgen.
Ten slotte worden er maatregelen genomen om de economie te stimuleren. In 2009 en 2010 wordt er bijvoorbeeld geld vrijgemaakt voor sociale woningbouw en het midden- en kleinbedrijf en worden consumenten gestimuleerd een nieuwe auto te kopen. Maar de belangrijkste investeringen vinden plaats in het kader van Plan E, een pakket van maatregelen, onder andere ter versterking van de koopkracht, de infrastructuur en modernisatie van de economie in het algemeen.
Ondanks alle maatregelen verslechtert de toestand van de economie aanzienlijk. De werkloosheid neemt in 2008 met 1.280.300 personen toe en bereikt aan het eind van dat jaar het recordniveau van 3.207.900 werklozen, oftewel zo'n 13,9%. In het derde trimester van 2011 is het aantal zelfs opgelopen tot 4.978.300 werklozen, oftewel 21,52%. De jeugdwerkeloosheid bedraagt zelfs 43,61%.

### Samenleving
Met name door de economische crisis en de maatregelen van de regering om die te bestrijden, wordt Zapatero's tweede termijn gekenmerkt door veel sociale onrust. Zo staken vrachtwagenchauffeurs en vissers tussen 9 en 15 juni. Luchtverkeersleiders staken begin december 2010 en leggen het volledige luchtverkeer lam. De regering grijpt in en het leger neemt de verkeersleiding over.
Maar de belangrijkste onrusten vinden plaats na de massademonstraties van 15 mei 2010. In alle grote steden worden pleinen bezet en gaan demonstranten kamperen, zoals op het plein Puerta del Sol in Madrid en Plaça de Catalunya in Barcelona. Ze noemen hun beweging 15-M en zijn een van de inspiratiebronnen van de occupybeweging. Pas weken later worden de kampementen opgeheven, in nagenoeg alle gevallen vrijwillig. De regering weet zich geen houding te geven ten opzichte van deze protesten, en politieke maatregelen of hervormingen blijven uit.
Tijdens deze legislatuur versterkt de regering de rechten van de vrouw door de verhoging van straffen op seksuele misdrijven of het legaliseren van abortus.

### Terrorisme
De negende legislatuur ziet de ondergang van de terroristische organisatie ETA. Nadat de Baskische afscheidingsbeweging in 2006 een staakt-het-vuren verbroken heeft met een aanslag op het vliegveld Madrid-Barajas, slaat de regering van Zapatero op alle mogelijke manieren terug. Pleegt de organisatie in 2008 en 2009 nog meerdere aanslagen, vanaf 2010 blijkt uit verklaringen van de groepering steeds duidelijker dat ze haar einde nabij is. Uiteindelijk kondigt de ETA op 20 oktober 2011 definitief te stoppen met alle gewapende activiteiten.

### Internationale politiek
In juli 2008 ratificeert Spanje het verdrag van Lissabon. Tijdens de eerste helft van 2010 is Spanje voorzitter van de Europese Unie.
Spanje handhaaft gedurende de gehele negende legislatuur de militaire aanwezigheid in de Afghaanse provincie Herat en breidt deze zelfs uit. Wel wordt gewerkt aan de uiteindelijk overdracht van de controle van het gebied aan de Afgaanse autoriteiten. Het Spaanse leger moet ook ingrijpen als voor de kust van Somalië het schip Playa de Bakio wordt gekaapt door piraten. In 2010 stuurt men troepen naar Haïti dat zwaar getroffen is door een aardbeving en in 2011 neemt Spanje deel aan de internationale interventiemacht tijdens de opstand in Libië, met vier F-18's, een tankervliegtuig, een marinefregat en een onderzeeboot.
Constitutieve legislatuur (1977-1979) · I (1979-1982) · II (1982-1986) · III (1986-1989) · IV (1989-1993) · V (1993-1996) · VI (1996-2000) · VII (2000-2004) · VIII (2004-2008) · IX (2008-2011) · X (2011-2016) · XI (2016) · XII (2016-2019) · XIII (2019) · XIV (2019-2023) · XV (vanaf 2023)